# Cefamicina

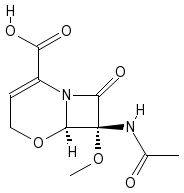
Estrutura central das cefamicinas

As Cefamicinas formam um grupo de antibióticos beta-lactâmicos relacionados com as penicilinas, usados no tratamento de infecções bacterianas.
São em tudo semelhantes às cefalosporinas (veja esta página para detalhes).
Elas são produzidas pelas actinobacterias Streptomyces (uma bactéria semelhante a fungo).
Membros do grupo:
- Cefoxitina
- Cefotetam
- Cefmetazole
- Latamoxef